# Arrondissement de Diendé

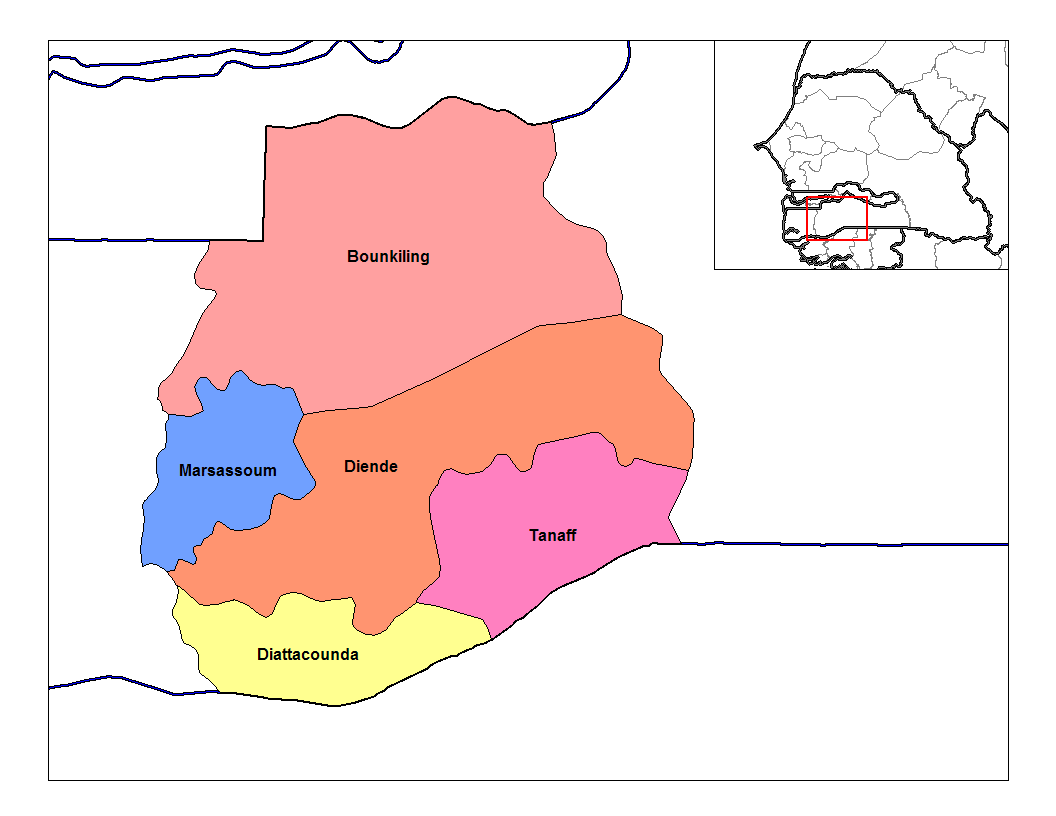
Carte des arrondissements du département de Sedhiou au Sénégal.

L'arrondissement de Diendé est l'un des arrondissements du Sénégal. Il est situé en Casamance, dans le département de Sédhiou et la région de Sédhiou.
Il compte six communautés rurales :
- Communauté rurale de Oudoucar
- Communauté rurale de Koussy
- Communauté rurale de Diannah Ba
- Communauté rurale de Sama Kanta Peulh
- Communauté rurale de Sakar
- Communauté rurale de Diendé

Son chef-lieu est Diendé.